# Artjoms Rudņevs
Artjoms Rudņevs, né le 13 janvier 1988 à Daugavpils, est un footballeur de nationalité lettonne et d'ethnie russe. Il occupe actuellement le poste d'attaquant.
Le 29 septembre 2017, il annonce sa retraite sportive à l'âge de 29 ans et met à terme son contrat avec le FC Cologne.

## Biographie

### Son parcours en Europe de l'Est
Artjoms Rudņevs commence sa carrière dans le club local du Daugava Daugavpils, en 2005. En trois saisons, il joue soixante-deux matches, marque dix-huit buts et remporte la Coupe de Lettonie. Il est également appelé par le sélectionneur national pour jouer avec la Lettonie, et enfile pour la première fois le maillot bordeaux le 12 novembre 2008 contre l'Estonie.
En février 2009, il rejoint le club hongrois du Zalaegerszeg TE. Cependant, son contrat n'est pas validé, l'ancien étant toujours actif. Le joueur porte donc l'affaire devant la FIFA, qui lui donne raison quelques mois plus tard. Rudņevs fait ses débuts au mois de mai, et joue les derniers matches de la saison 2008-2009. La saison suivante, le Letton devient l'attaquant numéro un de Zalaegerszeg, qu'il mène à la cinquième place avec ses quatorze buts, ce qui le place sur la troisième marche du classement des buteurs. En parallèle, son équipe réalise un bon parcours en Coupe de Hongrie en atteignant la finale, qu'elle perd contre Debrecen. Ce dernier ayant remporté le championnat, Zalaegerszeg récupère une place pour la Ligue Europa.

### Signature compliquée au Lech Poznań
À l'essai du 23 au 26 juin 2010 au Lech Poznań, club polonais champion en titre, Artjoms Rudņevs est tout proche d'y signer un contrat. Alors qu'il a passé la visite médicale, les deux clubs ne parviennent pas à trouver un accord, et Rudņevs retourne en Hongrie. Finalement, plus d'un mois plus tard, le club polonais officialise la venue du joueur, qui paraphe un contrat de quatre ans. Il vient pour faire oublier l'ancien buteur vedette Robert Lewandowski, parti au Borussia Dortmund et toujours pas remplacé. Le Letton fait ses débuts avec Poznań le 7 août contre le Widzew Łódź en rentrant en jeu dix minutes après le début de la seconde période, et ouvre le score vingt minutes plus tard. Lors des quatre matches suivants, il trompe par trois fois le gardien adverse, et donne la victoire à son club contre le Śląsk Wrocław lors de la cinquième journée. 

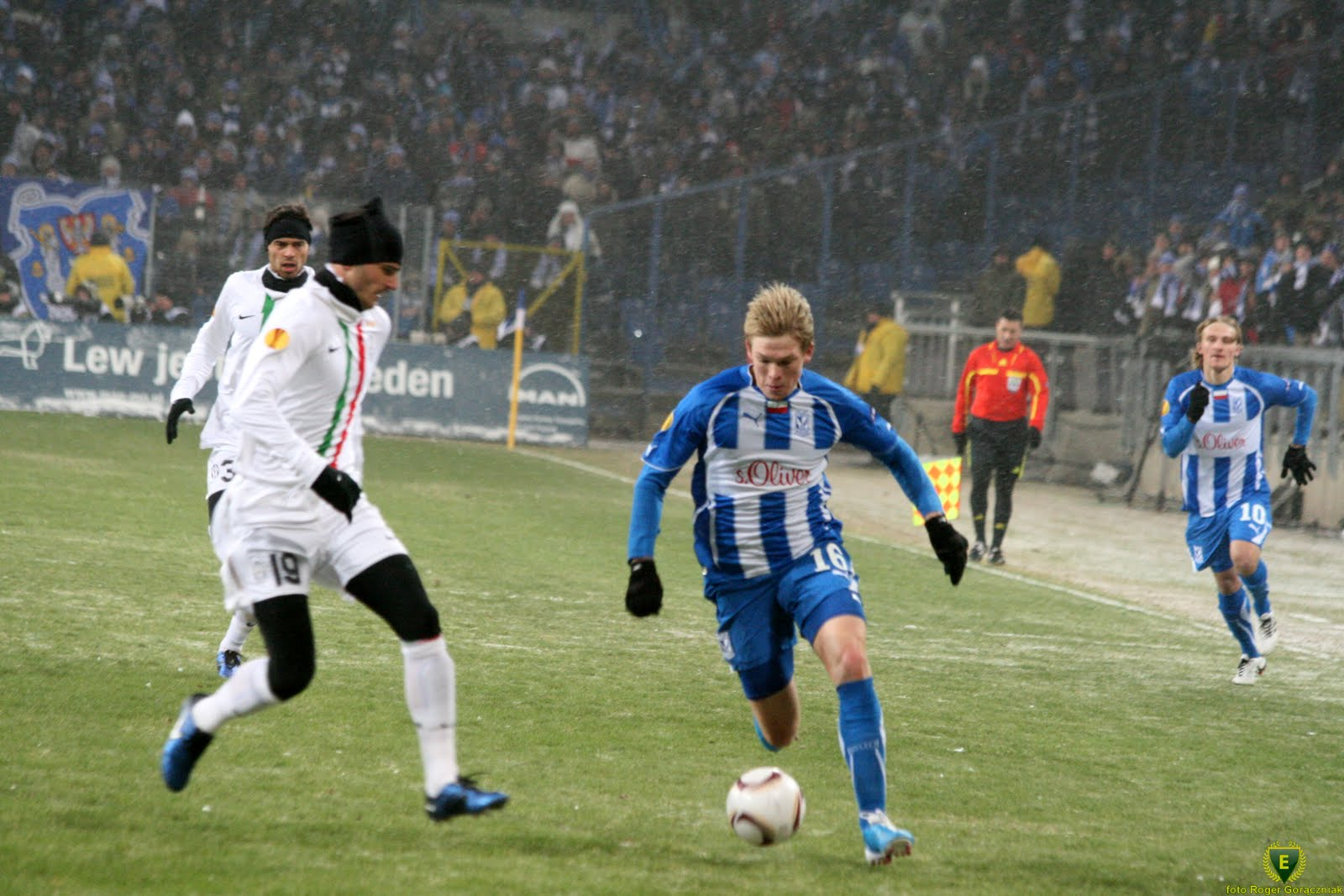
Artjoms Rudņevs, bourreau de la Juventus.

Cinq jours plus tard, il dispute son premier match européen, au Stadio Olimpico de la Juventus. Face à l'un des favoris du groupe, Rudņevs se dévoile au grand public, en réalisant un hat-trick. Son dernier but, inscrit des trente mètres lors des arrêts de jeu, est le plus beau de la rencontre, et fait exploser de joie le millier de Lechici présent au stade. Le joueur déclare alors avoir fait « le meilleur match de sa carrière jusqu'à présent », mais reste étrangement muet pendant un mois, avant de retrouver le chemin des filets en huitièmes de finale de Coupe de Pologne contre le KS Cracovia. Buteur régulier, il évite le pire à son équipe, qui n'avance pas en championnat mais réalise des exploits en Ligue Europa. Contre les Italiens au match retour et face à son « gardien de but préféré », Alex Manninger, Rudņevs refait parler de lui, en qualifiant le Lech grâce à un but marqué en début de match. Rejoint en fin de match, Poznań élimine tout de même le mythique club bianconero, et se qualifie pour les seizièmes de finale. Auteur d'une grosse première partie de saison, le troisième meilleur buteur d'Ekstraklasa est cité parmi les trois meilleurs joueurs lettons de l'année par sa fédération, mais n'obtient que la deuxième place, battu par Kaspars Gorkšs.

### Statistiques
| Saison    | Club                  | Pays                | Championnat         | Coupes nationales | Coupes d’Europe   |
| --------- | --------------------- | ------------------- | ------------------- | ----------------- | ----------------- |
| 2005      | FC Ditton Daugavpils  | Virsliga            | 4 matchs / 4 buts   |                   |                   |
| 2006      | FC Ditton Daugavpils  | Virsliga            | 20 matchs / 4 buts  |                   |                   |
| 2007      | FK Daugava Daugavpils | Virsliga            | 19 matchs / 7 buts  |                   |                   |
| 2008      | FK Daugava Daugavpils | Virsliga            | 19 matchs / 7 buts  |                   |                   |
| 2008-2009 | Zalaegerszeg TE       | Nemzeti Bajnokság I | 4 matchs / 2 buts   |                   |                   |
| 2009-2010 | Zalaegerszeg TE       | Nemzeti Bajnokság I | 26 matchs / 18 buts | 1 match / 0 but   |                   |
| 2010-2011 | Lech Poznań           | Ekstraklasa         | 27 matchs / 11 buts | 5 matchs / 4 buts | 8 matchs / 5 buts |
| 2011-2012 | Lech Poznań           | Ekstraklasa         | 29 matchs / 22 buts | 4 matchs / 3 buts |                   |
| 2012-2013 | Hambourg SV           | 1.Bundesliga        | 33 match / 12 buts  | 1 match / 0 but   |                   |

### Buts internationaux
| #  | Date           | Lieu           | Adversaire | Score | Résultat | Compétition                     |
| -- | -------------- | -------------- | ---------- | ----- | -------- | ------------------------------- |
| 1. | 7 octobre 2011 | Riga, Lettonie | Malte      | 2-0   | Victoire | Qualifications pour l'Euro 2012 |

## Palmarès
- Vainqueur de la Coupe de Lettonie : 2008
- Finaliste de la Coupe de Hongrie : 2010